# Chris Walla
Chris Walla (Bothell, Washington, 2 november 1975) is een Amerikaans gitarist en producer, die vooral bekend werd als lid van de  indierockband Death Cab for Cutie.

## Death Cab for Cutie
Van 1997 tot 2014 was Walla lid van Death Cab for Cutie, rondom zanger en gitarist Ben Gibbard. Hij speelde gitaar en schreef mee aan een aantal van de songteksten van de band. Met de band bracht hij zeven albums uit en vier ep's. In 2014 besloot hij de band te verlaten. Zijn laatste optreden vond plaats op 13 september 2014 op een festival in Victoria.
Naast Death Cab for Cutie bracht Walla een solo-album uit, genaamd Field Manual in 2018.

## Producer
Walla produceerde en mixte albums voor onder meer The Decemberists, Nada Surf, Travis Morrison en Hot Hot Heat. Hij was ook betrokken bij The Postal Service, een samenwerking van Death Cab-zanger Ben Gibbard en Jimmy Tamborello van Dntel. Ook is hij betrokken bij de productie van The Con en Sainthood van de Canadese rockband Tegan and Sara.
- Bibliothèque nationale de France: cb15739547w (data)
- International Standard Name Identifier: 0000 0000 7143 7091
- Library of Congress Control Number: no2017136511
- MusicBrainz: 5efe021b-61c8-45ed-9c89-ab808a892c96
- Système universitaire de documentation: 160841186
- Virtual International Authority File: 56942245
- WorldCat: E39PBJycJVt9dTPv6j3g3kYQMP

Ben Gibbard · Chris Walla · Nick Harmer · Nathan Good · Michael Schorr · Jason McGerr
Albums: You Can Play These Songs with Chords · Something About Airplanes · We Have the Facts and We're Voting Yes · The Photo Album · You Can Play These Songs with Chords (Reissue) · Transatlanticism · Plans